# روبرت بورن
روبرت بورن (بالإنجليزية: Robert Croft Bourne)‏ هو مجدف وسياسي بريطاني (وحمل سابقاً جنسية المملكة المتحدة لبريطانيا العظمى وأيرلندا)، ولد في 15 يوليو 1888 في المملكة المتحدة، وتوفي بنفس المكان في 7 أغسطس 1938. حزبياً، نشط في حزب المحافظين.

## مناصب
- في 1924 Oxford by-election [الإنجليزية]‏، انتخب عضو برلمان المملكة المتحدة الـ33 عن دائرة Oxford (UK Parliament constituency) [الإنجليزية]‏ (5 يونيو 1924 – 9 أكتوبر 1924).
- في الانتخابات العامة في المملكة المتحدة 1924 [الإنجليزية]‏، انتخب عضو برلمان المملكة المتحدة الـ34 عن دائرة Oxford (UK Parliament constituency) [الإنجليزية]‏ (29 أكتوبر 1924 – 10 مايو 1929).
- في الانتخابات العامة في المملكة المتحدة 1929 [الإنجليزية]‏، انتخب عضو برلمان المملكة المتحدة الـ35 عن دائرة Oxford (UK Parliament constituency) [الإنجليزية]‏ (30 مايو 1929 – 7 أكتوبر 1931).
- في الانتخابات العامة في المملكة المتحدة 1931 [الإنجليزية]‏، انتخب عضو برلمان المملكة المتحدة الـ36 عن دائرة Oxford (UK Parliament constituency) [الإنجليزية]‏ (27 أكتوبر 1931 – 25 أكتوبر 1935).
- في الانتخابات العامة في المملكة المتحدة 1935 [الإنجليزية]‏، انتخب عضو برلمان المملكة المتحدة الـ37 عن دائرة Oxford (UK Parliament constituency) [الإنجليزية]‏ (14 نوفمبر 1935 – 7 أغسطس 1938).
- انتخب عضو مجلس الشورى البريطاني.

## روابط خارجية
- روبرت بورن على موقع الاتحاد الدولي للتجديف (الإنجليزية)
- روبرت بورن على موقع اللجنة الأولمبية الدولية (الإنجليزية)
- روبرت بورن على موقع أوليمبيديا (الإنجليزية)